# Джонатан Вудгейт
Джонатан Вудгейт (англ. Jonathan Woodgate, нар. 22 січня 1980, Мідлсбро) — англійський футболіст і тренер, помічник головного тренера клубу «Мідлсбро». 
Виступав, зокрема, за клуби «Лідс Юнайтед», «Мідлсбро», «Тоттенгем Готспур», «Ньюкасл Юнайтед», «Сток Сіті» та «Реал Мадрид», а також збірну Англії.
Володар Кубка англійської ліги.

## Клубна кар'єра
У дорослому футболі дебютував 1998 року виступами за команду клубу «Лідс Юнайтед», в якій провів п'ять сезонів, взявши участь у 104 матчах чемпіонату. Більшість часу, проведеного у складі «Лідс Юнайтед», був основним гравцем захисту команди.
Згодом з 2003 по 2012 рік грав у складі команд клубів «Ньюкасл Юнайтед», «Реал Мадрид», «Мідлсбро», «Тоттенгем Готспур» та «Сток Сіті». Протягом цих років виборов титул володаря Кубка англійської ліги.
До складу клубу «Мідлсбро» повернувся 2012 року. Наразі встиг відіграти за клуб з Мідлсбро 27 матчів в національному чемпіонаті.

## Виступи за збірні
1997 року дебютував у складі юнацької збірної Англії, взяв участь у 8 іграх на юнацькому рівні.
2000 року залучався до складу молодіжної збірної Англії. На молодіжному рівні зіграв в одному офіційному матчі.
1999 року дебютував в офіційних матчах у складі національної збірної Англії. Наразі провів у формі головної команди країни 8 матчів.

## Досягнення
- Володар Кубка Футбольної ліги:

«Тоттенгем Готспур»: 2007-08